# Masquerade (Band)
Masquerade ist eine schwedische Metal- und Rock-Band aus Borås und Skövde, die im Jahr 1988 gegründet wurde.

## Geschichte
Die Band wurde im Jahr 1988 gegründet. 1991 erschien die Single Dancin' on the Edge. Danach verließ der Gitarrist Ulf Andersson die Band und wurde durch Thomas „G:Son“ Gustafsson ersetzt, ehe 1992 das selbstbetitelte Debütalbum der Gruppe erschien. Davon wurden in Japan im Zeitraum bis zur Veröffentlichung des zweiten Albums etwa 30.000 Einheiten verkauft. Nachdem das Demo Suffering, das drei Lieder enthält, veröffentlicht worden war, folgte 1994 das zweite Album Surface of Pain. Der Tonträger erschien zuerst nur in Skandinavien, später dann auch in den restlichen Teilen Europas bei verschiedenen Labels und 1995 in den USA bei Metal Blade Records. Die US-amerikanische und die Version für das außerskandinavische Europa erhielten jeweils ein neu gestaltetes Cover. Bis 1998 begab sich die Band in eine längere Pause, ehe 2001 das Album Flux erschien. Der Tonträger wurde von Metal Blade Records verlegt, wobei sich die europäische Covergestaltung von der US-amerikanischen unterschied. 2004 erschien das Album In Disguise. Die japanische Version erschien bei Spiritual Beast Records, worauf My Dying Days II als Bonuslied enthalten ist. Das Album enthält bisher unveröffentlichte Demos aus den frühen Tagen der Band. Gustafsson schreibt hauptberuflich Texte für Schlagersänger. So waren zum Beispiel einige seiner Lieder beim Eurovision Song Contest vertreten, den er 2012 mit dem von Loreen gesungenen Lied Euphoria gewann.

## Stil
Laut Martin Popoff in seinem Buch The Collector’s Guide of Heavy Metal, Volume 3: The Nineties spielt die Band auf Surface of Pain progressiven Alternative Metal mit klarem und opernhaftem Gesang, der an Tad Morose und Geoff Tate erinnere. Die Gruppe mache dabei das, was Queensrÿche vergessen habe zu tun, nämlich „abzurocken“. Janne Stark befand in The Heaviest Encyclopedia of Swedish Hard Rock and Heavy Metal Ever! dass die Band auf der ersten Single und dem ersten Album Adult Orientated Rock im Stil von TNT spielt. Später habe man sich dem melodischen Hard Rock der 1990er Jahre gewidmet. Laut Wolfgang Schäfer vom Rock Hard spielt die Band auf Surface of Pain eine Mischung aus Dokken, Queensrÿche, Thin Lizzy und Whitesnake. Auffallend seien zudem auch die harten Gitarren, was ihn an Gruppen wie Overdrive, TNT, 220 Volt und die alten Europe erinnerte. Die Band gab im Interview mit Schäfer an, dass sie durch Gruppen wie Toto, Black Sabbath und Judas Priest beeinflusst wird. Laut Matthias Weckmann vom Metal Hammer bewegen sich die ersten beiden Alben zwischen Def Leppard, Fates Warning und Whitesnake. Auf Flux seien Einflüsse von Mindfeed, Skin und Mental Hippie Bloed hörbar. Matthias Mineur vom selben Magazin ordnete in seiner Rezension zu Surface of Pain die Band dem Power Metal zu, wobei sich die Band aus anderen Genres wie dem Crossover, Alternative Metal und Grunge bediene. Die Musik sei mit der von Iron Maiden, Helloween und Queensrÿche vergleichbar und der Gesang klinge wie eine Mischung aus Geoff Tate und Michael Kiske.

## Diskografie
- 1991: Dancin' on the Edge (Single, Eigenveröffentlichung)
- 1992: Masquerade (Album, Dino Music)
- 1992: Sudden Love Affair (Single, Eigenveröffentlichung)
- 1993: Suffering (Demo, Eigenveröffentlichung)
- 1993: Marilyn (Dancin on the Edge) (Single, Eigenveröffentlichung)
- 1994: Surface of Pain (Album, Empire Records)
- 1999: Wish (Single, Metal Blade Records)
- 2001: Flux (Album, Metal Blade Records)
- 2004: In Disguise (Album, Sorcery Records)